# Mælk, smør og ost
|  | Denne artikel er oprettet af botten Steenthbot ud fra en ekstern database. Den kan derfor have sproglige fejl eller mangler. Denne skabelon kan fjernes efter kontrol af indholdet. |

Mælk, smør og ost er en dansk undervisningsfilm fra 1950 instrueret af Aage Lund-Rasmussen efter eget manuskript.

## Handling
I denne skolefilm følges mælken fra malkningen, som foregår med maskiner, til afleveringen på mejeriet, hvor der tages prøver til bestemmelse af fedtindhold og kvalitet. Dernæst vises kærning og pakning af smør samt osteproduktion på moderne mejerier; man ser behandlingen af produkterne, den videnskabelige kontrol samt emballering og eksport.